# 克尔曲勒
克尔曲勒，是阿爾巴尼亞南部吉羅卡斯特州的一个市镇，位于维约萨河畔。该市镇成立于2015年地方政府改革后，由原四个市镇合并而成，原四个市镇则成为新市镇的行政分区。行政中心为克尔曲勒镇。市镇面積为304.86平方公里，2011年人口数量为6,113人，克尔曲勒镇的人口数量则为2,651人。维约萨河在该镇附近形成为一个峡谷，名为克尔曲勒峡谷。
鎮上的城堡建於十三世紀，該地區自青銅時代有人類居住。